# Chua Suej
Chua Suej (čínsky pchin-jinem Huá Suì, znaky zjednodušené 华燧, tradiční 華燧; 1439–1513) byl čínský učenec a nakladatel mingského období. Zdokonalil tisk knih, když začal používat pohyblivé litery z bronzu.

## Jména
Chua Suej používal zdvořilostní jméno Wen-chuej (čínsky pchin-jinem Wénhuī, znaky zjednodušené 文辉, tradiční 文輝) a pseudonym Chuej-tchung (čínsky pchin-jinem Huìtōng, znaky zjednodušené 会通, tradiční 會通).

## Život

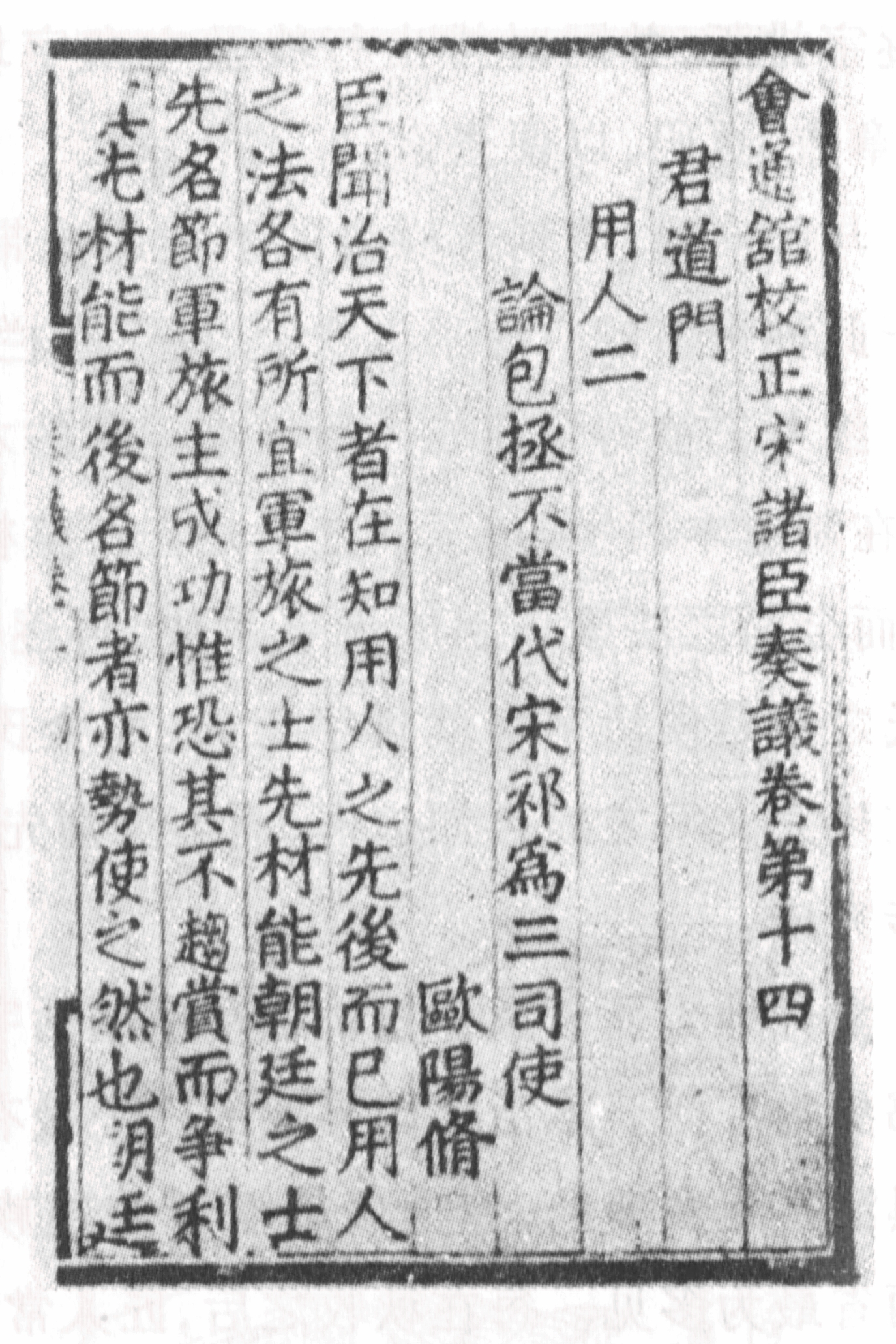
Stránka z knihy Chua Sueje tištěná pohyblivými literami, 1490

Chua Suej pocházel z Wu-si (v provincii Ťiang-su), narodil se roku 1439. Pocházel z bohaté statkářské rodiny, ale hospodařil neúspěšně a zchudl. Od dětství studoval konfucianismus, poté se však věnoval více podnikání a ke studiu se vrátil až ve zralém věku. Byl známý svou učeností, vzornou péčí o nemocného otce, napsal několik knih komentujících konfuciánské klasiky a historii.
| Tisk pohyblivými literami byl v Číně znám už od 11. století. Používaly se litery keramické, později dřevěné, od konce 13. století se experimentovalo s cínovými, výsledky však byly neuspokojivé a nakladatelé zůstali u tisku z dřevěných desek. |
| |

Významný je nakladatelskou činností, při které zdokonalil tisk pohyblivými literami, když od roku 1490 začal používat litery z bronzu. Novou techniku přejali jeho příbuzní z rodu Chua (Chua Čcheng od roku 1502, Chua Ťien od 1513–1516) a ve 20. letech 16. století An Kuo (také z Wu-si). Takto tištěné knihy nakladatelů z rodu Chua byly předmětem kritiky za množství chyb v textech. Produkce rodiny An byla mnohem kvalitnější.
Tisk pohyblivými bronzovými literami podle metody Chua Sueje se v Číně používal až do 19. století.